# Ardisia alstonii
Ardisia alstonii är en viveväxtart som beskrevs av Cyrus Longworth Lundell. Ardisia alstonii ingår i släktet Ardisia och familjen viveväxter. Inga underarter finns listade i Catalogue of Life.